# Bathyphantes alameda
Bathyphantes alameda là một loài nhện trong họ Linyphiidae.
Loài này thuộc chi Bathyphantes. Bathyphantes alameda được Wilton Ivie miêu tả năm 1969.